# Син език
Син език (на латински: Febris catarrhalis ovium; на английски: Bluetongue disease) или Заразна катарална треска по овцете, е неконтагиозно вирусно заболяване по домашните и дивите преживни животни.
Като типичен арбовирус причинителят се разпространява посредством вектори мокреци от род Culicoides. От син език най-често боледуват овце и се характеризира с висока заболеваемост сред тях. Наблюдават се ерозии и улцерации по устната лигавица. Характерни признаци са и задух и куцота. При някои от щамовете смъртността при овцете може да достигне до 70%. Преди 1998 г. това заболяване е докладвано много рядко в Европа и е приемано за тропическа болест характерна за Африканския континент.

## Исторически сведения
Дълги години заболяването е приемано за типична само за Африка, т.нар. екзотична или тропическа болест. Първият потвърден случай на син език извън Африка е в огнище на остров Кипър през 1943 г. Съществуват съмнения, че то се е появило на острова още през 1924 г. С течение на времето то бавно обхваща нови територии и така през 1949 г. е регистрирано в Израел, 1959 г. в Пакистан, а през 1963 г. в Индия. През 1952 г. са регистрирани първите случаи на болни овце в Калифорния. Първите случаи в Европа са регистрирани през 1956 г. в Португалия и Испания.
В България заболяването се проявява за първи път на 6 юли 1999 г. в област Бургас и до края на август обхваща 85 селища в четири области в югоизточната част на страната (Бургаска, Ямболска, Хасковска и Кърджалийска). Унищожени са 667 животни. Никога до този момент заболяването не е било установявано северно от 42-рия паралел. Същата година започва изпълнението на програма за надзор на синия език. Тя включва вземането на проби от сентинелни животни отглеждани в зона 20 - 30 km до южната граница на България. В края на септември 2001 г. заболяването е констатирано при добитък отглеждан в селища в близост до границата със Северна Македония и Сърбия. Констатиран е серотип 9 на вируса на синия език. Този серотип е констатиран и при първото огнище. Същата година са ликвидирани 22 броя овце показали клиника на заболяването. През 2006 г. при редовни изследвания в селище от Бургаска област съгласно програмата за надзор са установени реагенти. Това са сентинелни животни, които не демонстрират клинична изява.

## Етиология
Причинител на заболяването е РНК вирус от семейство Reoviridae. Структурата му е проста – с двоен капсид и неясни капсомери. Геномът е сегментиран на 10 части. Вирусът притежава 7 структурни белтъка, включително и ензима транскриптаза. Притежава два антигена – груповоспецифичен комплементсвързващ и типовоспецифичен преципитиращ. Доказани са 24 серотипа с общ груповоспецифичен антиген, които не индуцират кръстосан имунитет.
Притежава значителна устойчивост. Обикновените дезинфекционни средства го инактивират при продължително действие.

## Епизоотологични особености
Боледуват основно овце, но от епизоотологична гледна точка като резервоар на вируса са говедата и дивите преживни животни. Куликоидите го пренасят при ухапване на възприемчиви животни. Допълнително вирусът се намножава и в слюнчените жлези на насекомите. Инфектирани веднъж, те остават заразени до края на живота си (около 25 дни).

## Възприемчивост
Възприемчиви са основно овце, но и говеда, кози, биволи и диви двукопитни животни (антилопи, газели, елени) и гризачи. Сред местните породи овце в Африка заболяването протича безсимптомно. При европейските породи то е свръхостро и остро с висока смъртност.

## Клинични признаци
Инкубационният период при овцете продължава 5 - 10 дни. При говедата след 4-тия ден започва с виремия и безсимптомно протичане. Обикновено няколко седмици след преболедуване животните, особено говедата продължават да бъдат източник на инфекцията. Голяма част от заразените животни не проявяват клинични признаци. Основно при овцете се наблюдават усложнение на болестта от други вторични заболявания.

### При овце
При овцете клиничните признаци са висока температура, усилено слюноотделяне, депресия, диспнея и затруднено дишане. В началото секретите от носа са бистри, а по-късно преминават в слузесто гнойни. Достига се до изсушаване на кожата около ноздрите. Видимите лигавици по муцуната, устните и очите са зачервени. Устните и езика са силно отекли. Езикът е цианотичен и излиза от устата. Оттук идва и наименованието на болестта. Наблюдава се оток по главата и ушите. Констатират се и ерозии и улцерации по устата, водещи по-късно до ерозия и подмяна на лигавицата. В областта на копитния венец се наблюдава зачервяване, копитата са болезнени с куцота. Често се стига и до изпадането им. При бременните овце се констатират аборти или раждане на нежизнеспособни агнета.
Допълнителни признаци могат да бъдат тортиколис, повръщане, пневмония и конюнктивит. Смъртността варира в зависимост от серотипа на вируса. След период от три или четири седмици при някои от оцелелите овце може да се наблюдава загуба на част или на цялата вълна.

### При говеда
При говедата болестта протича предимно субклинично. Единствените признаци са промяна в количеството на левкоцитите и колебания в телесната температура. Много рядко се наблюдава средна по степен хиперемия и разязвяване в устната кухина, хиперемия по венечния ръб на копитата, свръхчувствителност и дерматит. В ноздрите се натрупва гъст ексудат и се наблюдават малки ерозии. При разплодните бици може да има временен стерилитет. При заразени крави телетата се раждат с хидроцефалус и мозъчни кисти.
При антилопите и елените най-често се констатират масови кръвоизливи и внезапна смърт.

## Диагноза
Диагнозата се основава на данните от анамнезата, епизоотологичните особености, клиничните признаци, патологоанатомичните изменения и лабораторната диагноза.

### Патологоанатомични изменения
Патогномичен признак за заболяването е, че след разрязване на белодробната артерия се наблюдава характерен кръвоизлив в основата ̀и.
При овцете лицето и ушите често са отекли. В ноздрите се наблюдава засъхнал ексудат. Наблюдават се точковидни кръвоизливи, язви и ерозии в устната кухина, особено по езика и венцител. Трахеята е запушена с течности и пяна, които могат да бъдат открити и в гръдната кухина. В предстомашията и особено книжката също се наблюдават ерозии и малки кръвоизливи. По сърцето се наблюдават точковидни кръвоизливи и некроза.

### Лабораторна диагноза
За изолация и идентификация на причинителя от живи животни се вземат хепаринизирана кръв, от скоро умрели животни се вземат далак, черен дроб, костен мозък, кръв от сърцето и лимфни възли. Проби за изследване могат да бъдат и абортирани фетуси.
Лабораторните изследвания включват методите:
- ELISA
- Агар гел имунодифузия
- Вирус неутрализация
- Фиксация на комплемента

## Диференциална диагноза
- Заразна ектима
- Шап
- Фотосенсибилзация
- Пневмония
- Полиартрит, абсцес на крака
- Отравяне с растения
- Чума по дребните преживни животни
- Ценуроза
- Епизоотична хеморагична болест по елените

## Профилактика
| Портал | Портал „Африка“ съдържа още много статии, свързани с Африка. Можете да се включите към Уикипроект „Африка“. |